# 56 Ceti
Désignations
56 Ceti (en abrégé 56 Cet) est une étoile géante de la constellation équatoriale de la Baleine. Elle est visible à l'œil nu et sa magnitude apparente est de 4,85. L'étoile présente une parallaxe annuelle de 7,33 ± 0,13 mas telle que mesurée par le satellite Gaia, ce qui permet d'en déduire qu'elle est distante de 136,44 ± 2,35 pc (∼445 al) de la Terre. Elle s'éloigne du Système solaire à une vitesse radiale héliocentrique de +27 km/s.

## Propriétés
56 Ceti est une étoile géante rouge de type spectral K3III, qui a épuisé les réserves en hydrogène qui étaient contenues dans son noyau. Son rayon s'est étendu et il est actuellement 39 fois plus grand que le rayon solaire. Sa luminosité est 391 fois supérieure à celle du Soleil et sa température de surface est de 4 099 K.

## Nomenclature
56 Ceti est la désignation de Flamsteed de l'étoile. À l'origine, elle n'était pas incluse dans le catalogue de Bayer, mais elle s'est vu attribuer a posteriori la désignation de Bayer de Upsilon1 Ceti par Flamsteed pour la distinguer de l'Upsilon Ceti de Bayer, que Flamsteed a lui-même désigné Upsilon2 ou 59 Ceti. En 1801, J. E. Bode a inclus cette désignation dans son Uranographia, mais les désignations en exposant Upsilon1 et Upsilon2 sont depuis tombées en désuétude.